# Anatomía de la revolución
Anatomía de la Revolución (en inglés: The Anatomy of Revolution) es un libro de Crane Brinton donde esboza las uniformidades de las revoluciones inglesa, estadounidense, francesa y rusa. Brinton observa cómo estas revoluciones siguieron un ciclo de abandono del Viejo Orden a un gobierno moderado hasta llegar a otro radical y acabar en una reacción termidoriana. El libro ha sido clasificado de «clásico», «famoso» e «hito en el estudio de la revolución», siendo tan influyente como para inspirar al asesor de Seguridad Nacional del presidente de Estados Unidos Jimmy Carter, Zbigniew Brzezinski, durante la revolución iraní.
Publicado originalmente en 1938 hubo dos nuevas ediciones revisadas por el propio autor en 1952 y 1965 y aún se imprime.

### Sociedad prerrevolucionaria
Brinton se resume el proceso revolucionario por las siguientes características. Estos procesos no empiezan por acción de los «hambrientos y miserables» sino que «gentes no carentes de prosperidad» en sociedades en «evidente auge económico». Las sociedades prerrevolucionarias viven antagonismos de clases, especialmente entre aquellos que estaban prosperando y una antigua aristocracia privilegiada. Hay una «deserción de los intelectuales». Su propio éxito económico produce cambios que hacen a las instituciones de gobierno se vuelvan ineficaces. La clase dominante empieza a considerar injustos sus privilegios y se debilita su apego a las tradiciones y costumbres, además de «políticamente inepta», lo que queda demostrado en su incapacidad de usar la fuerza que posee al controlar el aparato estatal para poner fin a los primeros levantamientos.
- El gobierno se encuentra en dificultades económicas, no la sociedad en sí.[22] Durante los años anteriores la renta ha aumentado,[23] pero justo la población más pobre atraviesa por penurias económicas causadas por la situación política.[24] Mucha gente (especialmente la más exitosa) considera que el Estado está limitando sus oportunidades de prosperar.[25] De hecho, todas las revoluciones coinciden con un momento en que el gobierno intenta recaudar dinero que el pueblo se niega a pagar, llegando a organizarse para resistir.[26]
- Hay débiles intentos de reforma fiscal,[27] pero son ineficaces y la gente es impaciente.[28] Esos intentos son vistos como ir demasiado lejos para algunos y demasiado poco para otros por lo que el gobierno queda solo,[29] porque la clase dirigente se muestra inepta y dividida, falla en desempeñar sus funciones, muchos de sus miembros creen que sus privilegios son injustos y ya no defienden su posición superior.[30] Han perdido sus antiguas virtudes y positiva valoración de sí.[31] Algunos se unen a los revolucionarios, especialmente aquellos que no tienen éxito en los oficios propios de su clase.[32]
- Esto coincide con una sociedad donde cada vez hay más intelectuales criticándola y llamando a cambiarla[33] (proceso comenzado décadas antes).[34] Estos ambicionan con «traer una parte de ese cielo [mundo ideal] a la tierra».[35] Todos tienen una justificación para sus propuestas ideológicas basada en ideas muy abstractas (Dios, la naturaleza o el materialismo dialéctico).[36]
- Se exacerban los antagonismos de clases y las discriminaciones entre estas, aparentemente, impiden toda movilidad social, aunque en la práctica la gente talentosa tiene múltiples formas de progresar.[37] Las clases medias desprecian a las altas y las bajas a sus superiores con mayor fuerza y buscan diferenciarse más a medida que mejoran sus condiciones de vida.[38] También les molesta que su progreso económico no les permita ascender a las máximas distinciones sociales y poder político.[39] Finalmente, demandas concretas se mezclan con ideales abstractos.[40]
- Hay un incremento de la actividad de estos grupos de presión, los que comienzan a organizarse para actuar hasta constituir un «gobierno ilegal».[41] Los agentes del gobierno no usan la fuerza cuando deben,[42] lo que permite a los revolucionarios crear una red con la que apoyarse y formar una oposición unida.[43] Los gobiernos caen porque han perdido el dominio de sus fuerzas armadas o son incapaces de usarlas de manera efectiva.[44]

### Gobierno de los moderados
Las sublevaciones son posibles por la quiebra financiera del Estado, la organización de los numerosos descontentos producidos por la quiebra y la incapacidad del gobierno de usar la fuerza, permitiendo la llegada al poder de los revolucionarios que parecen unidos entonces. En un primer momento dominan «los moderados» pero lentamente se van imponiendo mediante la violencia los radicales hasta tomar el poder y suprimir a grupos aún más extremistas pero menos numerosos.
- Las revoluciones llevan a la cumbre a gente que en sociedades normales jamás hubieran llegado tan alto.[47] Corresponden a todos los grupos sociales y económicos, excepto la cúspide,[48] especialmente los sectores más activos y ambiciosos.[49] No son simplemente gente envidiosa de sus superiores.[50] Muchos de sus dirigentes tienen experiencia dirigiendo pequeñas sociedades disidentes y perseguidas durante el Antiguo Régimen,[51] y son más jóvenes que los políticos tradicionales (las sociedades estables prefieren políticos mayores).[52] Son polemistas que gustan enfrentarse a la masa conformista.[53] Todos son despiertos y saben aprovechar la oportunidad que se presenta.[47] En el caso de los moderados, a pesar de sus discursos no creen que el mundo y la gente cambiaran por su mera voluntad. Creen en un mundo regido por el sentido común, algo que desaparece en estos periodos.[54]
- Tras caer fácilmente el gobierno la revolución parece haber acabado y se da una «luna de miel» donde todo se cree posible.[55] Llega al poder el sector más rico y conocido de la oposición, y del que se esperaba que tomara el poder.[52] Pero los revolucionarios no estaban tan unidos ni ser tan homogéneos como parecían cuando eran oposición.[52] En las nuevas circunstancias el poder se desplaza de derecha al centro y a la izquierda política. Se inaugura el siguiente ciclo: hay una crisis en que el grupo en el poder es desplazado y apartado de la política, y su oposición se divide en un grupo moderado que asciende al poder y otro radical que permanece opositor hasta que hay una nueva crisis.[11]
- El nuevo «Gobierno legal» moderado se enfrenta la oposición de un «Gobierno ilegal» extremista (poder dual).[56] Los moderados han heredado las obligaciones, recursos, problemas, instituciones decadentes y, pasada la luna de miel, impopularidad del Antiguo Régimen al no poder satisfacer las expectativas.[57] En cambio, los radicales tienen el prestigio de haber participado en la revolución, pocas responsabilidades y no usan las instituciones del viejo régimen.[58] Los primeros tienen el aparato formal del Estado,[59] los segundos la propaganda y grupos de presión violentos, hacen lo que quieren (con la legalidad o sin ella).[60]
- Los moderados tienen que elegir entre suprimir el Gobierno ilegal o dejarlo solo, pero creen en los derechos que han enarbolado para hacer su revolución y se los reconocen a sus rivales.[61] Nunca logran someterlos a su autoridad.[62] Se niegan a aliarse con los conservadores que acaban de derrocar y en ver a sus antiguos aliados (extremistas) como una amenaza.[63] Intentan ganarle a los radicales el apoyo popular o reconciliarse con estos, pero fallan. Acaban solos y sin el apoyo de su personal civil y militar.[64]
- El nuevo Gobierno legal también demuestra su incapacidad de dirigir al país en una guerra (civil o exterior).[65] Su respeto por las libertades individuales les impide movilizar a la población y los recursos necesarios para ganar.[66]

### Gobierno de los radicales
El gobierno de los fanáticos es el «período de crisis», alcanzado en todas las revoluciones menos la estadounidense. Gracias a su voluntarismo, falta de escrúpulos y disciplina consiguen establecer un gobierno centralizado del que fueron incapaces de construir los moderados, especialmente necesario por las amenazas externas o internas que se viven. Este gobierno es dirigido por un concejo a las órdenes de un «hombre fuerte» que no respeta las libertades individuales, establece tribunales especiales y dispone que un grupo relativamente pequeño de adeptos monopolice la administración. Se inicia el «reinado del Terror» en que fanáticos cuasi-religioso enfrentan la crisis.
- Como individuos, los fanáticos tienen todo tipo de origen pero comparten una fe absoluta en sus ideales,[68] por lo que tienen estándares de conducta moral muy altos y quieren aprovechar la oportunidad de ensayar sus sueños.[69] Por eso para llegar a la cima e implantar su utopía se vuelven planificadores descentrados, doctrinarios fanáticos y fríos ejecutores.[70] Usualmente, los fracasos anteriores en su vida los lleva a estar dispuestos a todos por aprovechar su oportunidad de sobresalir.[71]
- Como grupo, los radicales cuentan con varias ventajas sobre sus rivales: más disciplinados, muy agresivos y mejor organizados y menos escrupulosos por «la unidad de pensamiento y la centralización de la autoridad» que tienen estos pequeños grupos.[72] Tienen una fe en sí mismos y su causa[73] que les permite vencer «a la mayoría inerte y flácida».[74] Para ellos, su escaso número se debe a que su superioridad intelectual sobre la gente común. Esto último es más una ventaja que una debilidad, porque les permite desarrollar las ventajas antes mencionadas.[75] De hecho, para mantener su «pureza» estos grupos continuamente purgan a todo elemento que comulgue completamente con sus dirigentes.[76] Su «espíritu de partido» los hace buscar el permanente enfrentamiento entre clases, nunca la reconciliación.[77]
- Sus líderes tienen un «ardor profético» en sus discursos para dar esperanza a sus fieles, pero también un «matiz realista práctico» con el que se hacen del poder.[78] Son «hombres de acción» que llevan años dirigiendo sus pequeños grupos,[79] expertos manipuladores, tanto de personas concretas como de grandes masas,[80] y se han adaptado perfectamente a las caóticas circunstancias.[81] Pero su experiencia haciendo política va acompañada de su ignorancia en administración (y peor, resuelven todo problema con violencia).[82]
- Gracias a su dominio del Gobierno ilegal, los extremistas realizan un golpe de Estado contra el legal[83] porque ya no hay instituciones donde los grupos de interés resuelvan sus conflictos pacíficamente,[84] y están dispuestos a todo por conseguir el poder.[85] Coincide con un paulatino apartamiento del hombre común de la política iniciando en los primeros momentos de la revolución; la toma de decisiones ha ido quedando en manos de un grupo cada vez menor de personas.[86] Mientras eran opositores, los radicales reclamaban continuamente en defensa de la libertad,[87] pero una vez que son gobierno distinguen abiertamente entre quienes la merecen y quienes no, es «el despotismo de la libertad contra la tiranía».[88]
- Con los extremistas «cesa proceso de transferencia del poder de derecha a izquierda».[89] Ellos también tienen riesgo de fraccionarse en grupos rivales, así que se dedican a perseguir a «aquel grupo más extremo que el que hemos llamado de los extremistas (...) corresponden al sector de los lunáticos» (los jacobinos acaban con los hebertistas y los bolcheviques someten Kronstadt).[90] Sin utopías rivales, más fácil es el triunfo de los fanáticos.[91]
- «El gobierno del Terror en una dictadura en comisión». Hay una «comisión ejecutiva centralizada» que da sus órdenes a través de una improvisada burocracia reclutada entre los viejos y nuevos miembros del partido. También aparece una policía revolucionaria.[92] Durante esta etapa todo aspecto de la vida es politizado, los vicios privados y públicos son perseguidos en nombre de una virtud que persiguen los revolucionarios.[93] Sus regímenes son: «intentos heroicos por cerrar, una vez para siempre, la brecha entre la naturaleza humana y las aspiraciones humanas», pero «la mayoría de los hombres no pueden resistir por mucho tiempo el exceso de un esfuerzo prolongado para vivir en concordancia con sus ideales más elevados».[94] También buscan controlar completamente la economía.[82] A esto se suma las privaciones producidas por la guerra y la incompetencia del nuevo gobierno.[95]
- Su programa político es más una fe religiosa a la que quieren convertir a todo el mundo:[96] «su insistencia en tener su cielo aquí, ahora, en la tierra; su impaciente intento de derrotar la maldad una vez y para siempre».[97]  Su «fervor mesiánico» los hace intentar expandir su «evangelio» a otros países violentamente,[98] pero fracasan porque ya tienen demasiados problemas internos.[99] Persiguen a la familia como nido de valores contrarios a su ideología.[100] Este elemento también produce que: «Nuestras cuatro revoluciones muestran una creciente y progresiva hostilidad hacia el cristianismo organizado, y particularmente hacia las formas más ecuménicas de dicho cristianismo organizado».[101] Tienen «una fe activa, intolerante, de cruzada, que ponía al alcance de sus impetuosos devotos las puertas del cielo», por eso persiguen las antiguas religiones establecidas.[102]
- El Terror no es casual sino producto de una serie de perturbaciones[103] como las necesidades de vencer en una guerra civil y/o internacional, la hostilidad hacia los «disidentes» o «desertores» del grupo de fanáticos y la excitación o «psicosis de guerra». Mayor el riesgo de derrota, mayor el número de ejecutados (aunque el Terror continúa cuando ya se ha vencido).[104]

### Reacción termidoriana
Por último, las sociedades vuelven al orden previo a la crisis y el ideal de la «república de la Virtud» es abandonado, se da una reacción en la que vuelven al poder los moderados.
- En tres revoluciones (inglesa, francesa y rusa) llega al poder un «tirano», definido como «gobernante no constitucional llegado al poder por revolución o stasis» y descrito como alguien «osado y capaz» que se hace con el nuevo poder centralizado tras la crisis.[106] Según Eric Hoffer en The True Believer (El verdadero creyente): «las revoluciones son preparadas por hombres de palabras [intelectuales] (...), realizadas por fanáticos (...), por último, domeñadas por hombres de acción prácticos (...).»[107] Ese último tipo de individuos suele llegar a la cúspide en estos procesos.[108]
- Estas tiranías no surgen inmediatamente después del Termidor, hay un periodo en que ese individuo desplaza a sus rivales y acumula poder.[109] Su instalación se debe a que las revoluciones destruyen las costumbres, leyes y creencias que ligan a los hombres en sociedad, quedando solo la fuerza para imponer orden.[110] En comparación con el Terror, estos regímenes son mucho más eficientes, centralizados y absolutos, lo que los hace más duraderos y soportables.[111]
- La nueva clase gobernante es una de sobrevivientes de una terrible selección y con un origen muy diverso. Ellos son los que crean las nuevas instituciones, leyes y costumbres de la sociedad.[112] De hecho, demuestran ser mucho más hábiles dirigentes que los decadentes del Antiguo Régimen.[113] Están preocupados por consolidar sus posiciones consiguiendo propiedades, aceptando nuevos miembros capaces y ambiciosos y formando familias.[114]
- Muchos proscritos políticos reciben amnistías o vuelven del exilio.[115] En cambio, los radicales ahora sufren la venganza de los moderados y muchos de sus principales dirigentes son eliminados o desterrados.[112] Ya no hay grandes consultas al pueblo por miedo a una nueva sublevación que acabe con el naciente orden.[116] Acaba la persecución de las antiguas religiones del país,[117] que vuelven con la fuerza y prestigio del mártir.[118] A la vez, retornan los viejos vicios populares[119] y hay una revaloración de las virtudes familiares.[100] Por último, las guerras mesiánicas por expandir la ideología son reemplazadas por guerras de conquista guiadas por un fuerte nacionalismo.[120]

### Consecuencias
Brinton considera que las revoluciones políticas, a pesar de sus ambiciosas metas, generan reformas sociales de poca importancia y a un gran costo. Más importantes son los cambios graduales, como la revolución industrial, o de arriba hacia abajo, como las reformas de Mustafa Kemal Atatürk en Turquía o la restauración Meiji y las reformas de Douglas McArthur en Japón.
- Algunas instituciones y costumbres cambian radicalmente, pero muchas otras levemente o con un paso del tiempo mayor.[124]
- Las fuentes de mayores abusos sociales o incompetencia administrativa en el Antiguo Régimen desaparecen. Surge una nueva burocracia centralizada y eficiente.[125]
- Todas las revoluciones hechas en nombre de la libertad individual acaban privilegiando un gobierno eficaz.[126]